# Conseil du développement durable (Allemagne)
Pour les articles homonymes, voir Conseil de développement durable.
Le Conseil du développement durable (Rat für Nachhaltige Entwicklung) est un organisme consultatif de la République fédérale d'Allemagne institué en 2001 sous le gouvernement Schröder (coalition rouge-verte, centre-gauche) afin de répondre à une recommandation de l'Agenda 21 formulé lors du sommet de la Terre de Rio de Janeiro en 1992. Il est composé de 15 membres nommés pour un mandat renouvelable de trois ans par le gouvernement, dont des représentants des filières économiques, des associations environnementales, des syndicats et des églises ainsi que des citoyens ordinaires. Il fut présidé de 2001 à 2010 par l'ancien ministre Volker Hauff (SPD), qui avait participé à la commission Brundtland. Depuis novembre 2016, le Conseil est présidé par Marlehn Thieme (de), membre du Conseil des Églises protestantes.